# Subfusil Neal
El subfusil Neal es un subfusil que dispara el cartucho .22 LR patentado durante la Segunda Guerra Mundial bajo el número 2.436.175. El arma es inusual ya que tiene 5 cañones rotativos.  Se alimenta desde un cargador tubular insertado en la parte posterior.

## Historia
La doctrina original de empleo del subfusil Neal se basó en tácticas de ágiles ataques relámpago en lugar de fuego de supresión desde una posición fortificada. La idea de esta arma era de superar las deficiencias del cartucho de percusión anular de baja potencia disparando rápidamente un gran número de proyectiles. El arma se basa en el poco retroceso y la alta cadencia de fuego (3.000 d.p. m.) del .22 Long Rifle. Carece de culata, pero en cambio tiene una empuñadura trasera en el lado izquierdo y un apoyo para el brazo que permite controlar la fuerza del retroceso al disparar.

## Detalles de diseño
El subfusil Neal es un arma de fuego inusual, destinada a reducir el desgaste del cañón y el sobrecalentamiento, permitiendo largos periodos de fuego sostenido. Aunque pueda parecerlo, no tiene relación con la ametralladora Gatling, sino que es un subfusil que cambia sus cañones para cada disparo. Su funcionamiento tiene sus raíces en el revólver automático Webley-Fosbery, dado que el cerrojo retrocede contra ranuras que hacen girar al conjunto de cañones.